# Флорънс (Колорадо)
Вижте пояснителната страница за други значения на Флорънс.
Флорънс (на английски: Florence) е град в окръг Фримонт, щата Колорадо, САЩ. Флорънс е с население от 3653 жители (2000) и обща площ от 10,5 km². Намира се на 1579 m надморска височина. ЗИП кодът му е 81226 & 81290, а телефонният му код е 719.